# Élection présidentielle panaméenne de 2019
L'élection présidentielle panaméenne de 2019 se déroule le 5 mai 2019 afin d'élire le président de la République du Panama pour un mandat de cinq ans. Des élections législatives et municipales ont lieu simultanément. La constitution du Panama ne permettant pas d'exercer deux mandats consécutifs, le président sortant Juan Carlos Varela n'est pas candidat à sa réélection,.
Le scrutin donne lieu à une alternance. Le candidat social démocrate du Parti révolutionnaire démocratique, Laurentino Cortizo est élu avec 33 % des voix. Bien que donné favori durant la campagne, Cortizo ne l'emporte cependant que d'une courte avance face au candidat de centre droit Rómulo Roux, qui obtient 31 %,.

## Mode de scrutin
Le président panaméen est élu au scrutin uninominal majoritaire à un tour pour un mandat de cinq ans renouvelable une seule fois mais non de façon consécutive.

## Résultats
|                          | Laurentino Cortizo       | Parti révolutionnaire démocratique | 655 428   | 33,35 |  |  |
|                          | Rómulo Roux              | Changement démocratique            | 609 223   | 31,00 |  |  |
|                          | Ricardo Lombana          | Indépendant                        | 369 303   | 18,79 |  |  |
|                          | José Blandón             | Parti panamiste                    | 212 812   | 10,83 |  |  |
|                          | Ana Matilde Gomez        | Indépendante                       | 93 608    | 4,76  |  |  |
|                          | Saúl Méndez              | Front large pour la démocratie     | 13 582    | 0,69  |  |  |
|                          | Marco Ameglio            | Indépendant                        | 11 321    | 0,58  |  |  |
|                          |                          |                                    |           |       |  |  |
| Votes valides            | Votes valides            | Votes valides                      | 1 962 885 | 97,59 |  |  |
| Votes blancs             | Votes blancs             | Votes blancs                       | 20 835    | 1,04  |  |  |
| Votes nuls               | Votes nuls               | Votes nuls                         | 27 723    | 1,38  |  |  |
| Total                    | Total                    | Total                              | 2 011 443 | 100   |  |  |
| Abstention               | Abstention               | Abstention                         | 746 380   | 26,96 |  |  |
| Inscrits / participation | Inscrits / participation | Inscrits / participation           | 2 757 823 | 73,04 |  |  |